# ヴァレリオ・サンニカンドロ
ヴァレリオ・サンニカンドロ（Valerio Sannicandro, 1971年 - ）は、イタリアの現代音楽の作曲家、指揮者、ヴィオラ奏者。サニカンドロ、とも呼ばれる。

## 略歴
イタリアで学ぶが、マーク・アンドレと同じように母国を脱出し、ドイツでヨーク・ヘラーとニコラウス・A・フーバー、ハンス・ツェンダーに師事。クラーニヒシュタイナー音楽賞、二度のムジカ・ヴィヴァ受賞（2002年、2010年）、メンヘングラットバハ作曲賞第2位、フリーブール宗教音楽コンテストグランプリ、などの受賞に恵まれている。2023年現在はフランス/パリ在住でツェルボーニ社専属作曲家である。ヴィラ九条山に滞在するなど、親日家でもある。2002年で、既にダルムシュタット講習会の講師を務めた。
彼はまた指揮者でもあり、シュトックハウゼンの「至高‐時間　HOCH-ZEITEN」の指揮メンバーでもある。ヴィオラ奏者でもあり、いくつかの作品の初演にも携わった。

## 作風
フライブルク楽派の作風に属している。表現の振幅が大きく聴きづらい作品が多い。日本の文化の着想を得た作品もなくはないが、譜面は極限まで念入りに書き込まれ、協和音程が響く瞬間もほとんどゼロである。ライブ・エレクトロニクスの使用も多いが、聴きづらい素材がさらに聴きづらくされていることが多い。